# Вельо
Вѐльо (на италиански: Veglio; на пиемонтски: Vej, Вей) е село и община в Северна Италия, провинция Биела, регион Пиемонт. Разположено е на 734 m надморска височина. Населението на общината е 591 души (към 2010 г.).